# Polesie Rowskie
Polesie Rowskie es un pueblo de Polonia, en Mazovia. Se encuentra en el distrito (Gmina) de Łaskarzew, perteneciente al condado (Powiat) de Garwolin. Se encuentra aproximadamente a 5 km al norte de Łaskarzew, 8 km al sur de Garwolin, y a 60 km al sureste de Varsovia. 
Entre 1975 y 1998 perteneció al voivodato de Siedlce.